# Nikólaos Makarézos
Nikólaos Makarézos (grec moderne : Νικόλαος Μακαρέζος; 1919 - 3 août 2009) est un officier de l'armée grecque et un des cerveaux de la Dictature des colonels.

## Enfance et carrière
Nikólaos Makarézos est né en 1919 à Graviá dans la préfecture de Phocide. Après avoir effectué ses études primaires et secondaires à Lamía il entre à l'École des Évelpides en 1937 et en sort diplômé en 1940 avec le rang de second lieutenant dans l'artillerie. Il tient son premier poste dans le 1er régiment d'artillerie lourde. Il prend part à la Guerre italo-grecque et à la Bataille de Grèce ; à la suite de cela il sert dans les forces armées du Gouvernement grec en exil. Après la guerre il termine ses études à l'école d'artillerie grecque à Megálo Péfko, école où il enseignera plus tard. Il suit également des cours à l'US Army's Artillery School à Babenhausen en Allemagne de l'Ouest et étudie l'économie et les sciences politiques. En 1962-1965 il est attaché militaire à l’Ambassade Grecque à Bonn.

## Junte
Il conduit avec le colonel Geórgios Papadópoulos et le général de brigade Stylianós Pattakós le groupe d'officiers qui renverse le gouvernement de Panagiótis Kanellópoulos lors d'un coup d'État le 21 avril 1967 qui met en place un régime militaire, la junte des colonels, qui restera en place sept ans. Makarézos est une figure centrale dans la plupart des gouvernements dictatoriaux qui suivent, en tant que Ministre chargé de la coordination jusqu'en 1971 puis en tant que Vice-premier ministre jusqu'en octobre 1973. Parmi les dirigeants principaux de la junte il est le seul à avoir des connaissances en économie et il prend donc en charge l'économie du pays. Les premières années de la junte voient un boom économique notable avec une augmentation de la croissance, un chômage faible et une inflation faible. Ces buts sont atteints à travers un investissement étranger massif, la construction d'infrastructures et l'investissement considérable dans l'industrie du tourisme. Cependant à partir de 1973 la croissance commence à diminuer et l'étendue de la corruption et les scandales financiers, ainsi que la stagnation politique, amènent à une chute de la popularité du régime. Quand Papadópoulos commence lentement à démocratiser le régime en 1973, nommant le civil Spíros Markezínis au poste de Premier Ministre, Makarézos est éjecté de son rôle dans le gouvernement.

## Après la junte
Lors de la chute de la junte en juillet 1974 Makarézos est arrêté et envoyé en détention sur l'île de Kéa. Il est jugé avec les autres membres de la junte pour trahison et rébellion. Il est reconnu coupable et condamné à mort ; sa condamnation est ensuite commuée en une peine d'emprisonnement à perpétuité.
À partir de 1990, Makarézos est régulièrement relâché pour raisons médicales pour de courtes périodes mais il est assigné à résidence. Il affirme regretter certaines de ses actions mais continue à se vanter de ses réalisations économiques durant la junte.
Il meurt le 3 août 2009.